# Vosges
Vosges ( fransk udtale ?) er et fransk departement i regionen Lorraine. Hovedbyen er Épinal, og departementet har 380.952 indbyggere (1999).
Der er 3 arrondissementer, 17 kantoner og 507 kommuner i Vosges.

## Geografi

### Vigtigste byer
- Epinal
- Neufchâteau
- Saint-Dié-des-Vosges